# Еманаційний термічний аналіз
Еманаційний термічний аналіз (рос. эманационный термический анализ, англ. emanation thermal analysis) — термоаналітичний метод, в якому виділення радіоактивної еманації з субстанції вимірюється як функція температури під час того, як субстанція нагрівається за певною програмою.